# Guangdong South China Tiger Football Club
Guangdong South China Tiger F.C. foi um clube semi-profissional de futebol da China. Disputava a terceira divisão nacional.

## História
O clube foi fundado em 3 de julho de 2003 como Dongguan Nancheng F.C., na cidade de Dongguan.
Em dezembro de 2012, o time transferiu-se para a cidade de Meizhou e mudou de nome para Meixian Hakka F.C..
Em 2015, o time foi renomeado para Meizhou Meixian Hakka F.C.. Na temporada seguinte, em 2016, o clube mudou novamente de nome para Meizhou Meixian Techand F.C. para não ser confundido com seu maior rival, o Meizhou Hakka Football Club.
Em janeiro de 2019, o time mudou seu nome novamente, para Guangdong South China Tiger F.C.
Em 3 de fevereiro de 2020, o clube anunciou sua falência.